# سيشيلت (كولومبيا البريطانية)
سيشيلت (بالإنجليزية: Sechelt)‏ هي مدينة كندية تقع في مقاطعة كولومبيا البريطانية. تبلغ مساحة هذه المدينة 39.7068 (كم²)، ويبلغ عدد سكانها 8454 نسمة حسب إحصاء سنة 2006 م، بينما كان يسكنها 7775 نسمة في سنة 2001 م. تحتل هذه المدينة المرتبة رقم 443 بين مدن كندا حسب عدد السكان والمرتبة رقم 64 في المقاطعة. نما عدد السكان في هذه المدينة بنسبة (8.7) بين العامين المذكورين.

## معرض صور

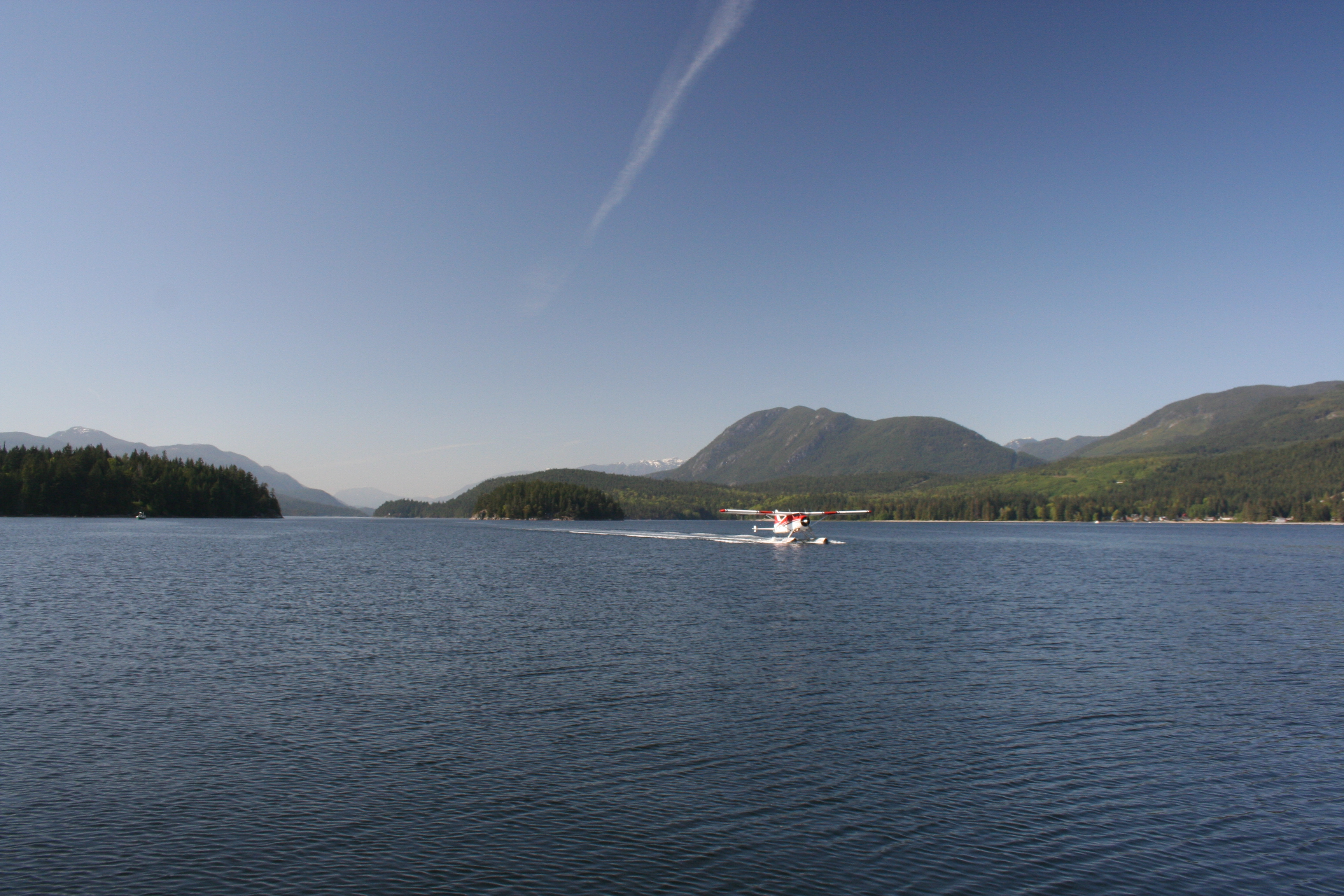
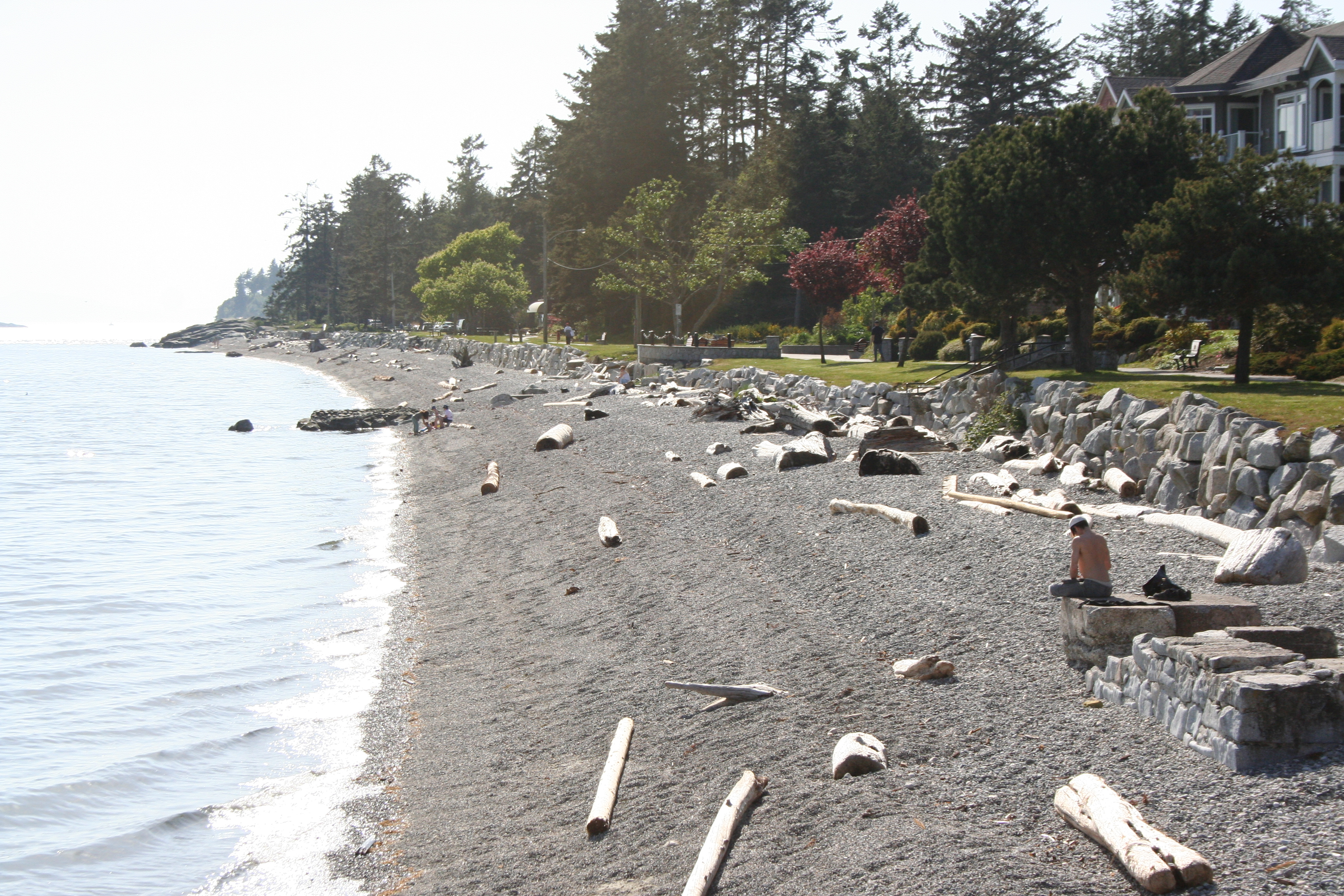
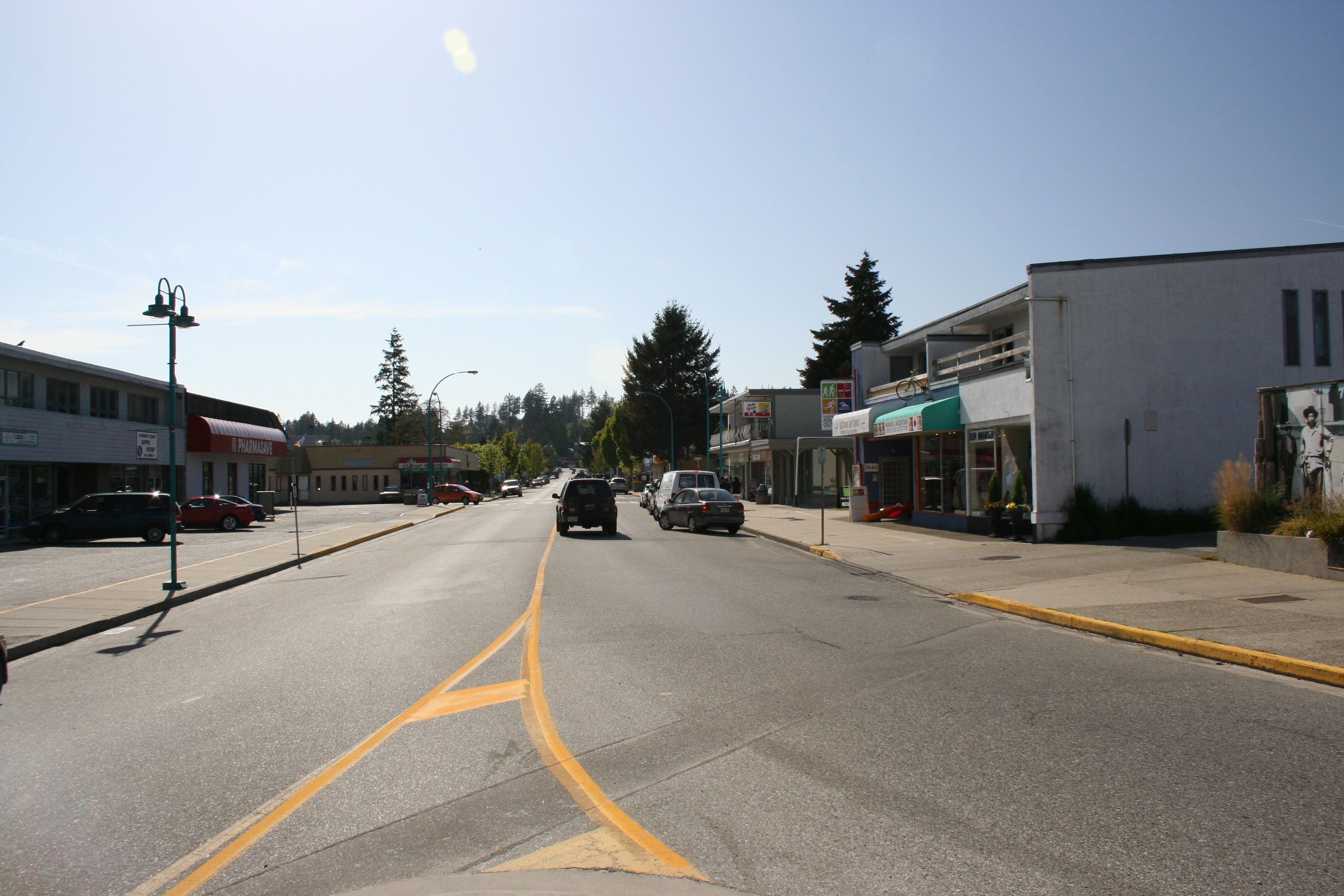

## أعلام
- تود بنتلي
- بيرت فريد
- ديفيد أوليفر
- كارول مونتغومري
- ديف روبنز

## وصلات خارجية
- الأطلس الحكومي لكندا
- إحصاءات كندا مع ساعة تعداد السكان